# Élections régionales de 2020 en Vénétie
Les élections régionales de 2020 en Vénétie (en italien : Elezioni regionali del 2020 in Veneto) ont lieu les 20 et 21 septembre 2020 afin d'élire le président et les conseillers de la XIe législature du conseil régional de Vénétie pour un mandat de cinq ans.
Conduit dans le bastion de la Ligue, le scrutin voit sans surprise la reconduction de son candidat Luca Zaia, par ailleurs porté par sa bonne gestion de la pandémie de Covid-19.

## Contexte
Initialement prévues le 31 mai, les élections sont reportées à une date indéterminée du fait de la progression de la pandémie de maladie à coronavirus, qui oblige le gouvernement italien à mettre en quarantaine le pays tout entier le 10 mars. Le gouvernement décide par conséquent à la mi avril de reporter l'ensemble des scrutins régionaux à des dates comprises entre le 15 septembre et le 15 décembre 2020. Les dates des 20 et 21 septembre sont finalement retenues, le scrutin étant organisé sur deux jours afin de limiter la présence simultané de trop d'électeurs dans les bureaux de vote. Les élections interviennent en même temps que celles de six autres régions ainsi que d'un référendum constitutionnel sur la baisse du nombre de parlementaires,.

## Système électoral

Région de Vénétie.

La Vénétie est une région italienne à statut simple. 
Le conseil régional ainsi que son président sont élus simultanément pour cinq ans au suffrage universel direct. Les 49 conseillers sont élus au scrutin proportionnel plurinominal avec listes ouvertes, panachage, vote préférentiel et seuil électoral de 3 %, tandis que le président est élu au scrutin uninominal majoritaire à un tour. Ce dernier se présente obligatoirement en tant que candidat d'une liste en lice pour le conseil régional, ce qui interdit de fait les candidatures sans étiquettes.
La liste du président élu reçoit d'emblée une prime majoritaire lui assurant la majorité absolue. La liste reçoit ainsi 29 sièges si elle a recueilli plus de 50 % des suffrages, 28 sièges si la liste a obtenu entre 40 et 45 % et enfin 27 sièges pour un résultat en dessous de 40 %. Les sièges sont ensuite repartis à la proportionnelle aux différentes listes ayant franchi le seuil électoral, et à leurs candidats en fonction des votes préférentiels qu'ils ont recueillis. Le seuil de 3 % n'est pas pris en compte pour les listes se présentant au sein d'une coalition ayant elle-même franchie un seuil relevé à 5 %. Par ailleurs, le président élu ainsi que le candidat arrivé en deuxième place de l'élection pour la présidence deviennent de droit membres du conseil, ce qui porte le total de conseillers à 51.

### Modalités
L'électeur vote sur un même bulletin pour un candidat à la présidence et pour la liste d'un parti. Il a la possibilité d'exprimer ce vote de plusieurs façons.
- Soit voter uniquement pour une liste, auquel cas son vote s'ajoute également à ceux pour le candidat à la présidence soutenu par la liste. Il a également la possibilité d'exprimer un vote préférentiel pour deux candidats de son choix sur la liste en écrivant leurs noms. Il ne doit dans ce cas pas écrire les noms de deux candidats de même sexe, ni un seul nom.

- Soit ne voter que pour un candidat à la présidence, auquel cas son vote n'est pas étendu à sa liste.

- Soit préciser son vote pour un candidat et son vote pour une liste. Contrairement à plusieurs autres régions italiennes, l'électeur peut effectuer un panachage en choisissant un candidat à la présidence et une liste ne faisant pas partie de celles soutenant le candidat choisi[5].

### Répartition des sièges
| Provinces                 | Sièges | +/-           |  |
| Belluno                   | 2      | en stagnation |  |
| Padoue                    | 9      | en stagnation |  |
| Rovigo                    | 2      | en stagnation |  |
| Trévise                   | 9      | en stagnation |  |
| Venise                    | 9      | en stagnation |  |
| Vérone                    | 9      | en stagnation |  |
| Vicence                   | 9      | en stagnation |  |
| Candidats à la présidence | 2      | en stagnation |  |
| Total                     | 51     | en stagnation |  |

## Résultats
|                        |                         |            |            |                      |                                             |                                                |           |         |         |               |               |       |  |
| Présidence             | Présidence              | Présidence | Présidence | Présidence           | Conseil                                     | Conseil                                        | Conseil   | Conseil | Conseil | Conseil       | Conseil       | Total |  |
| Candidats              | Candidats               | Votes      | %          | Élus                 | Partis                                      | Partis                                         | Votes     | %       | +/-     | Sièges        | +/-           | Total |  |
|                        | Luca Zaia (Lega)        | 1 883 959  | 76,79      | 1                    |                                             |                                                |           |         |         |               |               |       |  |
|                        | Luca Zaia (Lega)        | 1 883 959  | 76,79      | 1                    | Zaia pour la présidence                     | 916 087                                        | 44,57     | 21,48   | 23      | 10            |               |       |  |
|                        | Luca Zaia (Lega)        | 1 883 959  | 76,79      | 1                    | Ligue (Lega)                                | 347 832                                        | 16,92     | 0,91    | 9       | 1             |               |       |  |
|                        | Luca Zaia (Lega)        | 1 883 959  | 76,79      | 1                    | Frères d'Italie (FdI)                       | 196 310                                        | 9,55      | 6,95    | 5       | 4             |               |       |  |
|                        | Luca Zaia (Lega)        | 1 883 959  | 76,79      | 1                    | Liste commune FI-UdC-LTV                    | 73 244                                         | 3,56      | 10,18   | 2       | 5             |               |       |  |
|                        | Luca Zaia (Lega)        | 1 883 959  | 76,79      | 1                    | Liste pour la Vénétie autonome              | 48 932                                         | 2,38      | 0,32    | 1       | en stagnation |               |       |  |
| Total Centre-droit     | Total Centre-droit      | 1 883 959  | 76,79      | 1                    | 1 582 405                                   | 77,00                                          | 24,85     | 40      | 12      | 41            |               |       |  |
|                        | Arturo Lorenzoni (Ind.) | 385 768    | 15,72      | 1                    |                                             |                                                |           |         |         |               |               |       |  |
|                        | Arturo Lorenzoni (Ind.) | 385 768    | 15,72      | 1                    | Parti démocrate (PD)                        | 244 881                                        | 11,92     | 4,74    | 6       | 2             |               |       |  |
|                        | Arturo Lorenzoni (Ind.) | 385 768    | 15,72      | 1                    | La Vénétie que nous voulons (Pos.-Art.1-SI) | 41 275                                         | 2,01      | Nv.     | 1       | 1             |               |       |  |
|                        | Arturo Lorenzoni (Ind.) | 385 768    | 15,72      | 1                    | Europe verte (EV)                           | 34 647                                         | 1,69      | Nv.     | 1       | 1             |               |       |  |
|                        | Arturo Lorenzoni (Ind.) | 385 768    | 15,72      | 1                    | Plus de Vénétie (+Eu-Volt)                  | 14 246                                         | 0,69      | Nv.     | —       | en stagnation |               |       |  |
|                        | Arturo Lorenzoni (Ind.) | 385 768    | 15,72      | 1                    | Gauche vénitienne (SV)                      | 2 405                                          | 0,12      | N/A     | —       | en stagnation |               |       |  |
| Total Centre-gauche    | Total Centre-gauche     | 385 768    | 15,72      | 1                    | 337 454                                     | 16,42                                          | 5,95      | 8       | 3       | 9             |               |       |  |
|                        | Enrico Cappelletti      | 79 662     | 3,25       | —                    |                                             | Mouvement 5 étoiles (M5S)                      | 55 281    | 2,69    | 7,72    | 1             | 4             | 1     |  |
|                        | Paolo Girotto           | 21 679     | 0,88       | —                    |                                             | Mouvement 3V                                   | 14 916    | 0,73    | Nv.     | 0             | en stagnation | 0     |  |
|                        | Antonio Guadagnini      | 20 502     | 0,84       | —                    |                                             | Parti des Vénètes                              | 19 756    | 0,96    | 1,56    | 0             | en stagnation | 0     |  |
|                        | Paolo Benvegnù          | 18 529     | 0,76       | —                    |                                             | Solidarité, environnement et travail (PRC-PCI) | 11 846    | 0,58    | 0,18    | 0             | en stagnation | 0     |  |
|                        | Daniela Sbrollini       | 15 198     | 0,62       | —                    |                                             | Sbrollini pour la présidence (IV-PSI-PRI-CpV)  | 12 426    | 0,60    | Nv.     | 0             | en stagnation | 0     |  |
|                        | Patrizia Bartelle       | 14 518     | 0,59       | —                    |                                             | Vénétie, écologie et solidarité (av. IiC)      | 9 061     | 0,44    | Nv.     | 0             | en stagnation | 0     |  |
|                        | Simonetta Rubinato      | 13 703     | 0,56       | —                    |                                             | Rubinato pour les autonomies                   | 12 028    | 0,59    | Nv.     | 0             | en stagnation | 0     |  |
|                        |                         |            |            |                      |                                             |                                                |           |         |         |               |               |       |  |
| Votes valides          | Votes valides           | 2 453 518  | 97,25      |                      | Votes valides                               | Votes valides                                  | 2 055 173 | 81,46   |         |               |               |       |  |
| Votes blancs et nuls   | Votes blancs et nuls    | 69 402     | 2,75       | Votes blancs et nuls | Votes blancs et nuls                        | 467 747                                        | 18,54     |         |         |               |               |       |  |
| Total candidats        | Total candidats         | 2 522 920  | 100        | 2                    | Total partis                                | Total partis                                   | 2 522 920 | 100     | -       | 49            | en stagnation | 51    |  |
| Abstentions            | Abstentions             | 1 603 194  | 38,85      |                      |                                             |                                                |           |         |         |               |               |       |  |
| Inscrits/Participation | Inscrits/Participation  | 4 126 114  | 61,15      |                      |                                             |                                                |           |         |         |               |               |       |  |